# Prințesa Louise a Prusiei (1770–1836)
Prințesa Frederica Dorothea Louise Philippine a Prusiei (24 mai 1770 - 7 decembrie 1836) a fost membru al Casei de Hohenzollern. A fost a doua fiică și al treilea copil al Prințului Augustus Ferdinand al Prusiei (fratele mai mic al lui Frederic cel Mare) și al soției sale, Elisabeta Louise de Brandenburg-Schwedt.

## Primii ani
Prințesa Louise s-a născut la 24 mai 1770, la Ordenspalais din Berlin ca fiică a Prințului Augustus Ferdinand al Prusiei și a soției acestuia, Elisabeta Louise de Brandenburg-Schwedt. E posibil ca tatăl ei biologic să fie contele Friedrich Wilhelm Carl von Schmettau.
Nașterea ei a fost o dezamăgire pentru familia ei, deoarece fratele ei mai mare, Prințul Friedrich Heinrich, era singurul moștenitor al tronului Hohenzollern al unchiului ei, Frederic cel Mare. În ciuda acestui lucru, tatăl ei i-a fost devotat, i-a acordat atenție, în timp ce mama ei a arătat puțină afecțiune față de ea. În cele din urmă, familia a avut șapte copii, două fete și cinci băieți. Ei au trăit la moșia Friedrichsfelde din Berlin.
A primit o guvernantă luterană, Frau von Bielfeld; fiica ei Lisette care era cu trei ani mai mare i-a servit drept companion Louisei. Lisette a inluențat-o să devină interesată de romane romantice cu mult înaintea altor fete de vârsta ei. Bielfeld i-a dat o educație înaltă însă aceasta a murit după numai cinci ani, în octombrie 1782. Prințesa Louise a primit o nouă guvernantă de 30 de ani, de la țară, Fraulein von Keller; curând Louise și Keller au dezvoltat un puternic atașament.

## Pretendenți

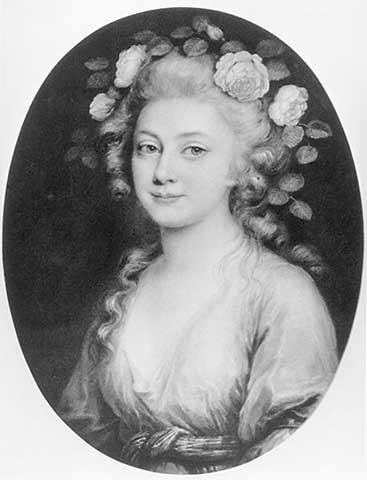
Prințesa Louise.

Ca nepoată a lui Frederic cel Mare, existau multe posibilități pentru căsătoria Louisei. Un astfel de candidat a fost Prințul Max al Bavariei, moștenitorul prezumptiv al lui Karl Theodor, Elector de Bavariei. Electorul și-a trimis ambasadorul la Friedrichsfelde în 1785 mai mult pentru a testa aspectul general al Louisei și caracterul ei. În final, Louise a fost considerată prea tânără, Prințul Max dorind să se căsătorească anul acela iar tatăl ei refuzând până ce fiica sa nu va împlini 18 ani. Curând Max s-a căsătorit cu Augusta Wilhelmine de Hesse-Darmstadt.
Un alt posibil candidat a fost Prințul Frederic, Duce de York și Albany, al doilea fiu al regelui George al III-lea al Regatului Unit, care a călătorit la Berlin în 1786 pentru a participa la manevre militare; au existat zvonuri că el ar fi fost de fapt interesat de verișoara Louisei, Prințesa Frederica Wilhelmina. Mai târziu Frederic s-a căsătorit cu o altă rudă a Louisei, Prințesa Frederica Charlotte, care era fiica vărului ei Frederic Wilhelm al II-lea al Prusiei.

## Căsătorie și copii

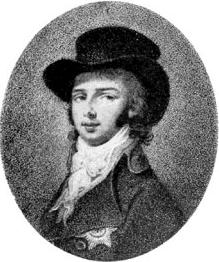
Soțul Prințesei Louise, Prințul Antoni Radziwiłł, c. 1800.

În aprilie 1795, Prințul Michał Hieronim Radziwiłł și soția sa călătoreau la Berlin împreună cu fiica lor Cristina și fiul lor Antoni; la 1 mai ei au fost prezentați la curtea regală de la palatul Bellevue. Familia Radziwiłł era o familie poloneză catolică care aparținea celei mai vechi și mai renumite dinastii din Polonia și care era foarte bogată. Au devenit mari favoriți ai părinților Louisei și au cinat frecvent în casa lor. Pe măsură ce timpul a trecut, Louise și Antoni au început să dorească să se căsătorească. În timp ce mulți dintre membrii familiei ei erau în favoarea unei astfel de căsătorii, mama ei a dezaprobat-o. În cele din urmă părinții și-au dat acordul bazându-se pe asigurarea că ea ar trăi aproape de ei în timpul căsătoriei sale.